# Grand Hôtel Miramonti
Le Grand Hôtel Miramonti est un hôtel historique, en activité depuis 1906, situé à Cortina d'Ampezzo, dans les Dolomites, en Italie.

## Histoire
L’hôtel est construit en 1906 par Romeo Mainago et son épouse Filomena. Dès la première moitié du XXe siècle, il devient une destination prisée par d’importantes personnalités, accueillant notamment l’empereur François-Joseph Ier, Umberto de Savoie, Rainier de Monaco, Alphonse de Bourbon, le shah de Perse et le roi Farouk d’Égypte,.
Par la suite, l’hôtel Miramonti devient l’une des destinations favorites de nombreuses célébrités issues du monde de Cinecittà et d’Hollywood à l’époque de la dolce vita, comptant parmi ses hôtes illustres Sophia Loren, Gina Lollobrigida, Marcello Mastroianni, Alberto Sordi, Brigitte Bardot, Ingrid Bergman, Clark Gable et Peter Sellers,.
L’hôtel sert également pour des scènes du film de la saga de James Bond Rien que pour vos yeux, sorti en 1981.